# Softu
Softu (aussi Suftu ou Melka Suftu) est une ville du sud de l'Éthiopie située dans la zone Liben de la région Somali. Elle fait partie du woreda (district) de Dolo Odo. Elle se trouve au nord de la frontière du Kenya, tout près du tripoint avec la frontière de la Somalie. En 2006, sa population était de 25 059 personnes.[à vérifier]

## Économie
L'activité principale est le pastoralisme. La ville possède un petit aéroport avec une piste en terre.
Softu qui n'est qu'à quelques kilomètres de la ville kényane de Mandera est une étape connue dans le commerce de bétail sur pied. Les routes commerciales utilisent traditionnellement les liens familiaux transfrontaliers propres aux clans somalis. Le bétail exporté est destiné à la consommation dans les métropoles kényanes notamment Nairobi et Mombasa. 

## Climat
Le climat local est semi-aride selon la classification de Köppen. Il y fait chaud toute l'année.